# Ramos Maxanches
Ramos Saozinho Ribeiro Maxanches (12 de abril de 1994) é um futebolista timorense que atua como guarda-redes. Atualmente defende o Futebol Clube do Porto Taibessi, equipa local.

## Carreira internacional
Ramos jogou sua primeira partida internacional pelo Timor-Leste contra Brunei, em 12 de Outubro de 2014, que terminou em vitória por 4 golos a 2.